# Anle
Anle (chinesisch 安樂區, Pinyin Ānlè Qū, Pe̍h-ōe-jī An-lo̍k Khu) ist ein Bezirk der nordtaiwanischen Hafenstadt Keelung.

## Lage und Bedeutung
Anle ist der bevölkerungsreichste Bezirk der Stadt Keelung und verdankt seine Entwicklung der Nähe zum Hafen von Keelung. Im Norden am Ostchinesischen Meer gelegen, grenzt der Bezirk im Osten und Südosten an die Nachbarbezirke Zhongshan, Ren’ai und Nuannuan sowie im Süden und Westen an den Bezirk Qidu und die Stadt Neu-Taipeh. In Anle wohnen viele Pendler, die in den Hafenbezirken und im Stadtzentrum arbeiten. Der Bezirk ist an die Autobahn 1 und die Autobahn 3 angebunden. Historische Sehenswürdigkeiten sind u. a. das Fischerdorf Aodi und das Fort Dawulun. Ein beliebtes Ausflugsziel ist der Qingren-See.

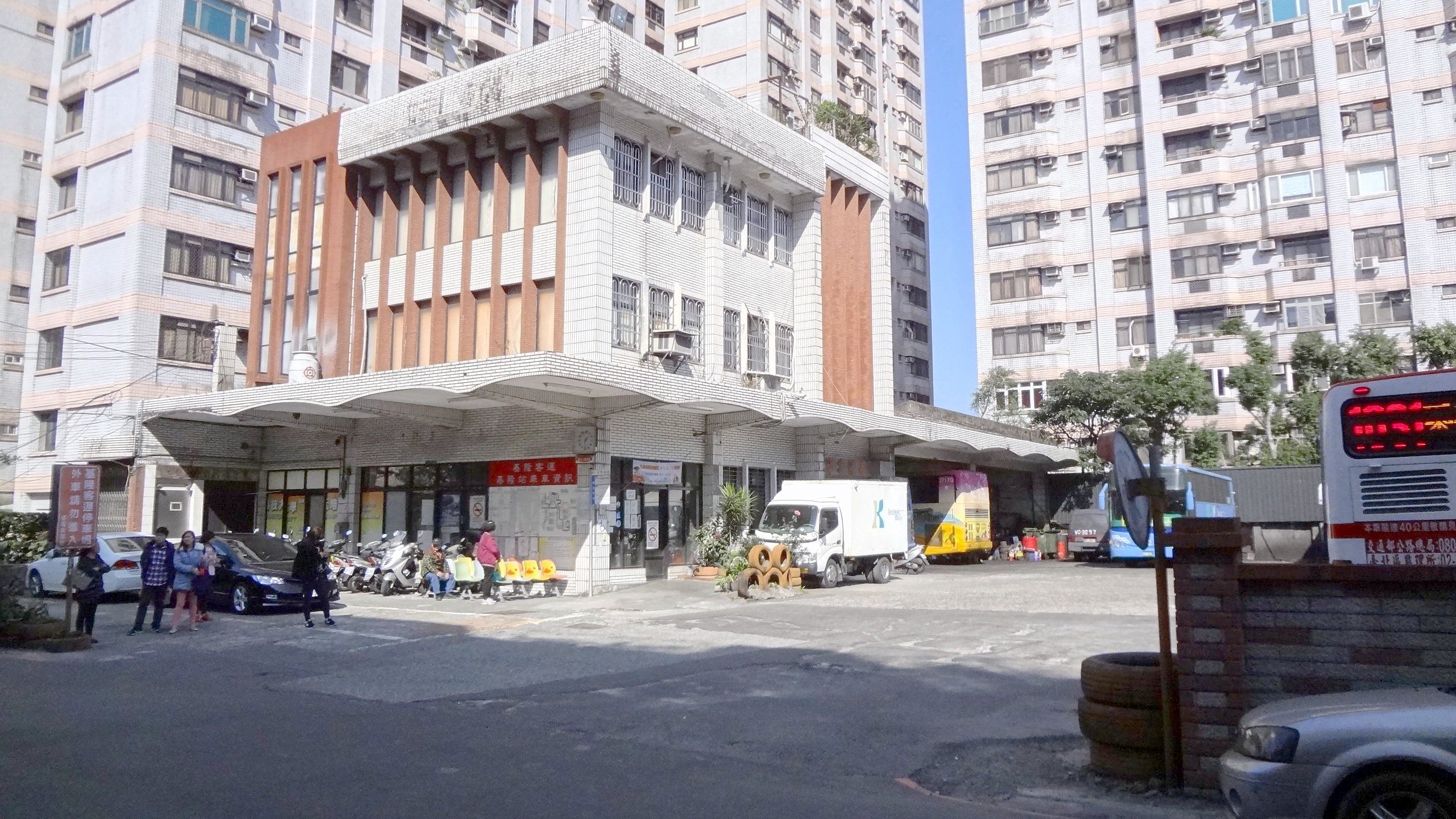
Der in Anle gelegene Busbahnhof der Stadt Keelung

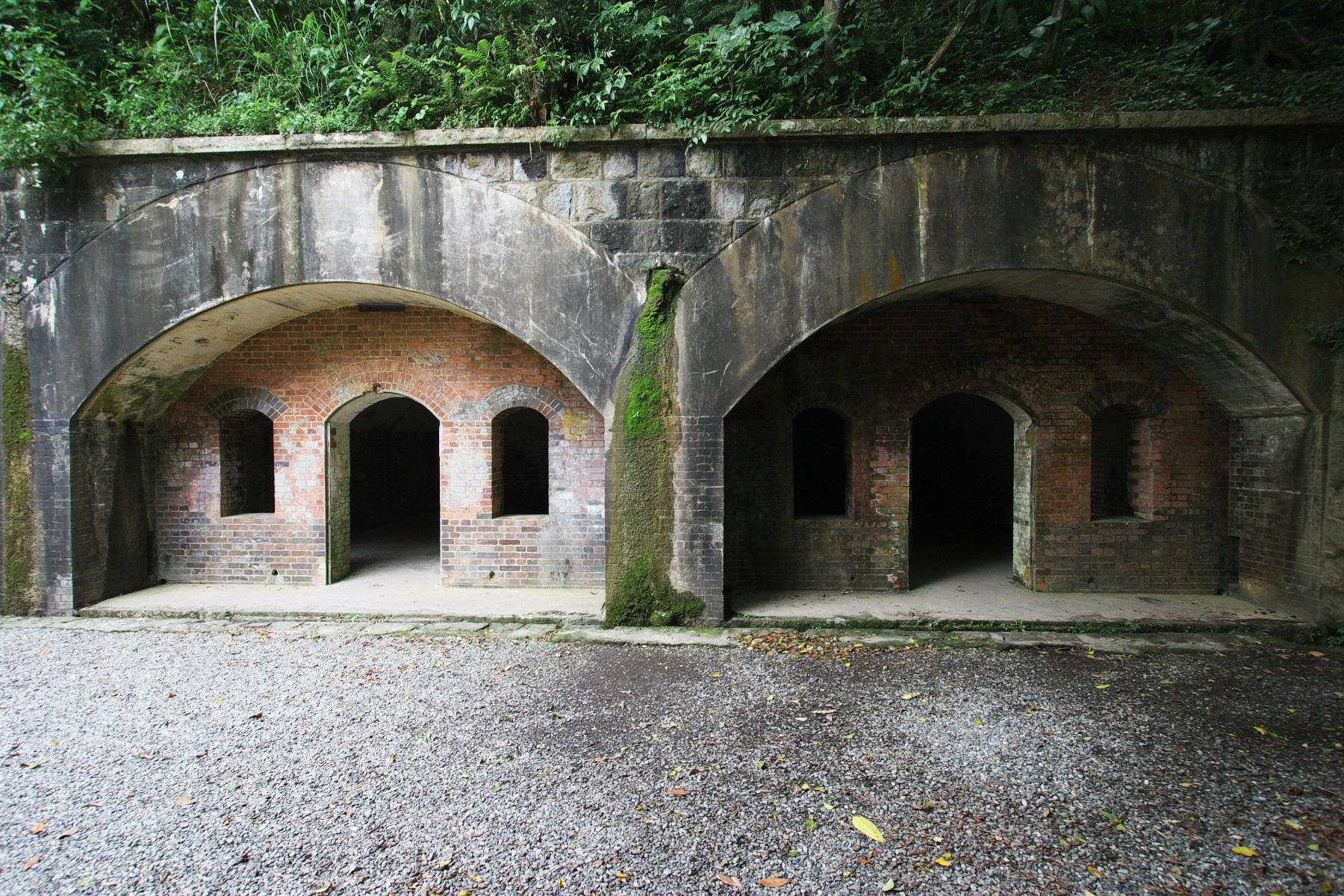
Im Fort Dawulun

## Geschichte
Keimzelle des heutigen Bezirks war das im 18. Jahrhundert von chinesischen Einwanderern gegründete Fischerdorf Aodi. Im 19. Jahrhundert errichtete das Chinesische Kaiserreich zur Verteidigung der Nordküste Taiwans auf dem Hügel Dawulun ein Fort, das sich während der Besetzung Keelungs im Chinesisch-Französischen Krieg 1884 erfolgreich gegen die französischen Invasionstruppen behauptete. Im 20. Jahrhundert dehnte sich das Stadtzentrum Keelungs durch die zunehmende Bedeutung des Hafens aus, was zu einem rapiden Anstieg der Einwohnerzahl Anles führte.